# Нёнокса
Нёнокса — село в Нёнокском административном округе муниципального образования «Северодвинск» Архангельской области.

## География
Село Нёнокса находится на востоке Онежского полуострова, в 40 км от Северодвинска, на Летнем берегу Белого моря. К западу от села берёт начало река Нёнокса, протекающая через озеро Нижнее. Недалеко от села в Нёноксу впадает река Верховка. К северо-востоку от Нёноксы находятся посёлок Сопка и ракетный полигон Беломорской военно-морской базы, на котором испытывают баллистические ракеты атомных подводных лодок.

## История
В 1893 году в 4 км от посада Нёнокса была найдена стоянка эпохи неолита «Нёнокса-Сопки» с кремнёвыми орудиями и осколками посуды. Первобытные люди жили на стоянке во 2-м тысячелетии до нашей эры.
Датой основания села принято считать 1397 год, когда, согласно Двинской уставной грамоте Великого князя Московского Василия I Дмитриевича, Нёнокса, принадлежавшая крупнейшим феодалам Великого Новгорода боярам Борецким, перешла под власть Москвы.
«Мурмане» (норвежцы) нападали на Нёноксу в 1419 и 1445 годах.
Своим рождением село обязано залежам соли-«ключёвки» и было одним из крупных центров солеварения. Начиная с XV века и до середины XX века в Нёноксе соль изготавливали, используя не морскую воду, а воду подземных источников. Полученная в варницах соль была невысокого качества, так как рассол не фильтровался, поэтому на чрене осаждались примеси. Торговля способствовала экономическому росту села, привлекая множество купцов со всей России.
В 1553 году единственный уцелевший корабль экспедиции Хью Уиллоби «Эдуард Бонавентура», которым командовали Ричард Ченслер и Климент Адамс, обогнул Кольский полуостров и вошёл в Белое море. Целью экспедиции было открытие северного пути в Китай и Индию. Корабль бросил якорь у Летнего берега Двинской губы, напротив Нёноксы. Именно здесь англичане установили, что местность эта является вовсе не Индией, а «Московией». Отсюда англичане отправились к Николо-Корельскому монастырю на острове Ягры.
В 1613 году в Нёноксу пришли 1200 «черкас» и захватили неукреплённый посад, разграбили храмы и зажиточные дома, сожгли дома и варницы, засорили источники. В 1615 году солеварницы Нёноксы передали Кирило-Белозерскому монастырю.
С 1940 года по 1958 год Нёнокса входила в состав Беломорского района Архангельской области.
В 1993 году в Нёноксе был открыт филиал Северодвинского городского краеведческого музея.
День рождения села празднуется жителями в первую субботу, следующую после 12 июля. Эта традиция берёт своё начало в 1997 году. Ранее селяне праздновали Петров день, почитая и его за свой географический праздник.
В 2009 году был упразднён Нёнокский сельсовет, а Нёнокса вошла в качестве подчинённой территории в состав муниципального образования Северодвинск.
15 июля 2017 года в День села в Нёноксе в отреставрированном соляном амбаре открыли Музей соли — филиал Северодвинского городского краеведческого музея.

## Государственный центральный морской испытательный полигон ВМФ
Вблизи села Нёнокса находится ракетный полигон, который обеспечивает испытания баллистических ракет для атомных подводных лодок. Посёлок полигона называется Сопка и находится в 2 км севернее Нёноксы.

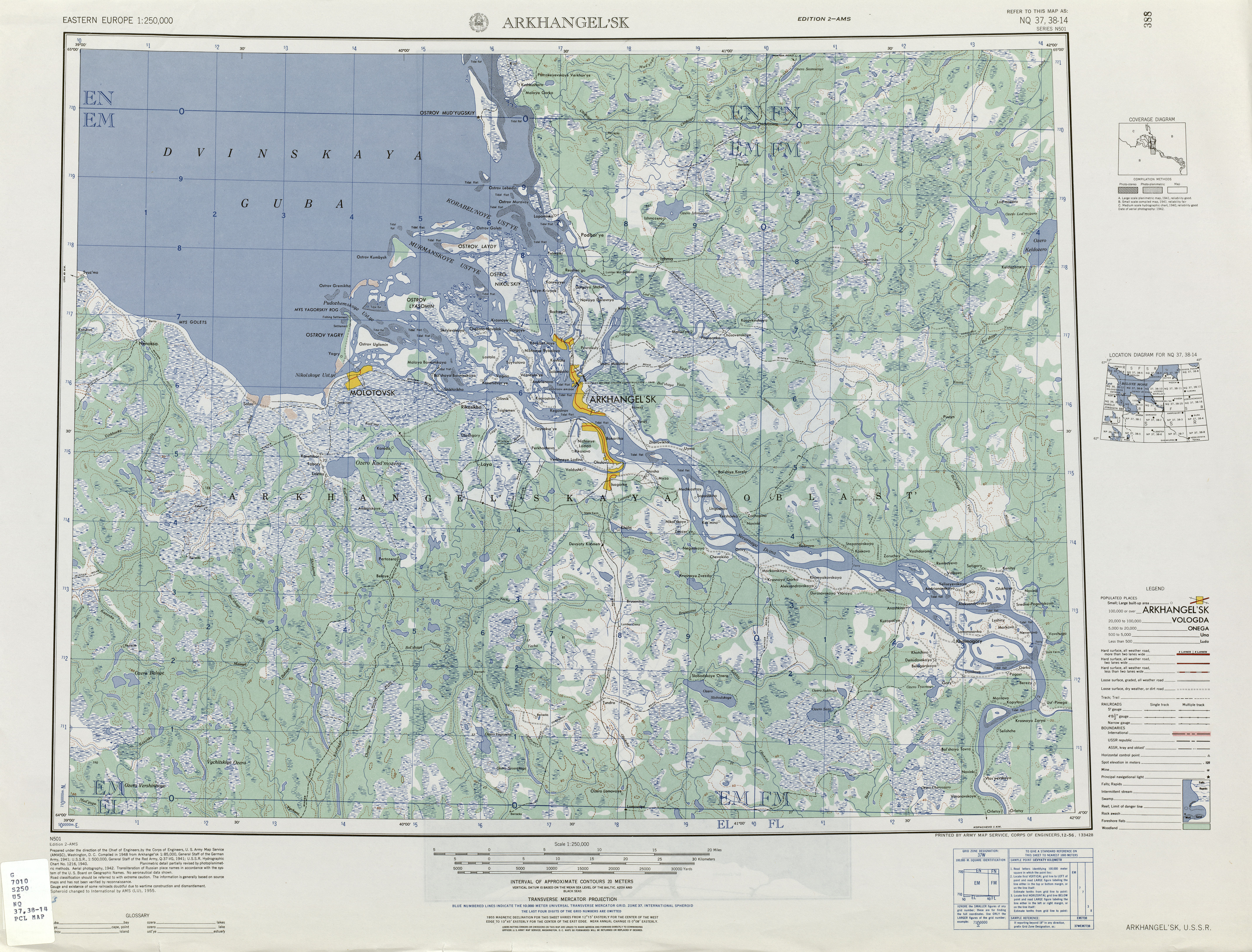
Нёнокса на листе NQ 35-12, из набора карт Восточной Европы Картографической военной службы США. Серия 501. 1954. Масштаб 1:250 00
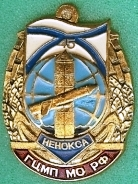

## Население
| 2002 | 2010 |
| ---- | ---- |
| 643  | ↘468 |

## Транспорт
Связь Нёноксы с остальным миром осуществляется в основном с помощью железнодорожной ветки Северной железной дороги через Северодвинск. Станция Нёнокса находится восточнее озера Нижнее, в 2 км от села.
Автомобильная дорога до села, по состоянию на лето 2019 года, в процессе строительства. Уже возможен проезд на грузовиках и внедорожниках высокой проходимости. Нёнокса и посёлок Сопка вблизи неё — закрытая зона, для въезда в которую требуется пропуск.

## Достопримечательности
Основной достопримечательностью Нёноксы считается деревянный храмовый ансамбль XVII века:
- Троицкая церковь (1724) — единственный в России деревянный пятишатровый храм[14]
- Никольская церковь (1763)
- Колокольня (1834)

Троицкая церковь в 1880-е годы
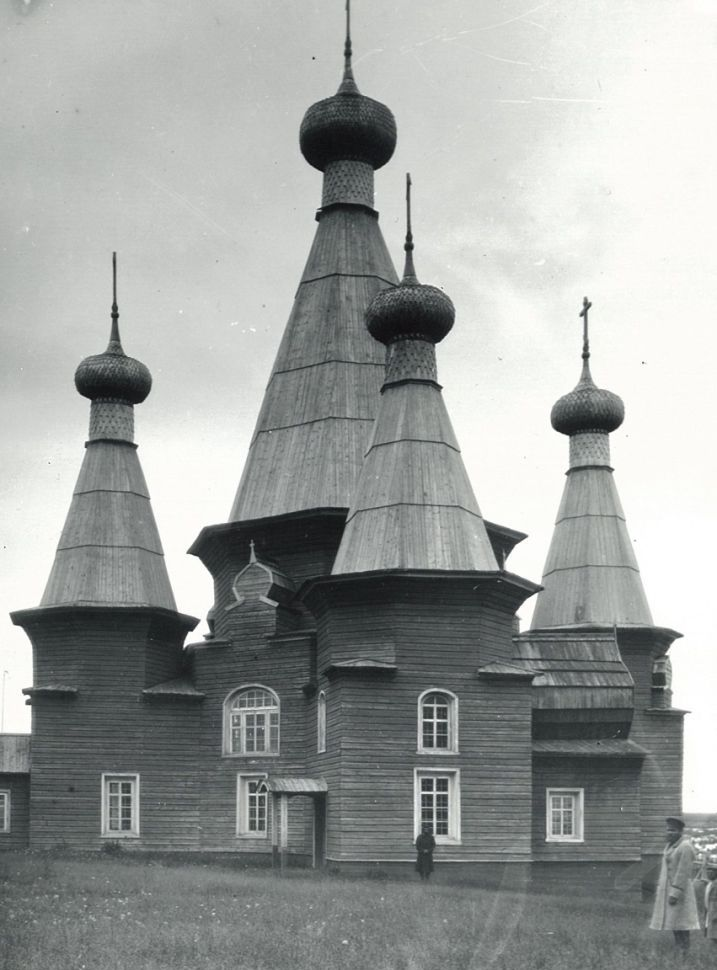
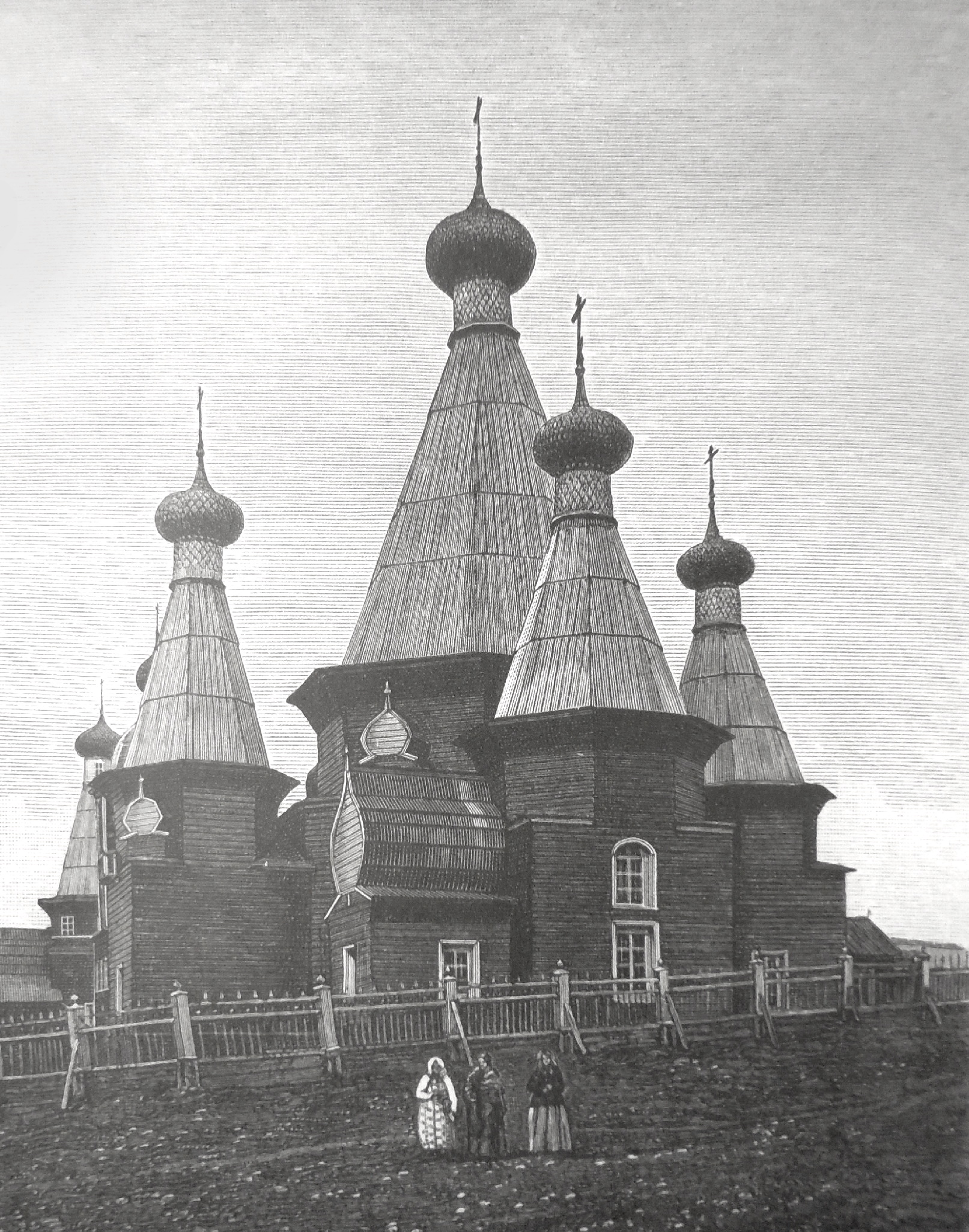

Главным явлением, заслуживающим особого внимания в старинном поморском селе Нёнокса, является храмовый ансамбль, построенный целиком из дерева. Бойкая торговля способствовала экономическому росту села, привлекая множество купцов со всей России. Приход у церкви был большой, поэтому в 1727 году решено было построить новый храм — трёхпрестольную Троицкую церковь. Позднее возник целый храмовый комплекс, также целиком выполненный из дерева.
Памятник деревянного зодчества включает в себя церковь Живоначальной Троицы (1727), её также именуют Троицкой. Невдалеке находится еще одна церковь — Николая Чудотворца (Никольская). В центре композиции возвышается колокольня.
За все время своего существования архитектурный комплекс неоднократно горел, но всегда восстанавливался на деньги жителей, пожертвования монастырей и священнослужителей. Троицкую церковь начали отстраивать в 1727 году. Церковный мастер Василий Корсаков внёс свой особый стиль в проектирование и строительство церкви. В 21 веке этот памятник старины — единственный на сегодня сохранившийся в России пятишатровый храм, полностью построенный из дерева. Вопреки общепринятой на русском Севере церковной традиции — возводить «храм о двадцати стенах», с основой из восьмерика и четырьмя прирубами — он хотел создать композицию, завершением которой стали бы шатры, и сумел объединить традиционное пятиглавие русских церквей, которого требовало духовенство, с шатровой традицией севера. Центральное здание окружено пятью шатрами, а увенчивают их крупные главы куполов. Строительство длилось три года, и в 1730 году церковь освятили.
Церковный комплекс, построенный Корсаковым в Нёноксе, и возведение им двух церквей в Шуерецкой волости (сегодня село Шуерецкое), признаны шедеврами русского деревянного зодчества.
В сентябре 1732 года начали восстанавливать храм Николая Чудотворца, который венчает девятиметровый купол. На месте обветшалой колокольни после 1834 года церковным мастером В.Заборщиковым из Архангельска была поставлена копия сгоревшей колокольни. Из десяти колоколов сохранился самый большой, весом в 50 пудов. Он был отлит в 1764 году на деньги прихожан. Икона «Страшный суд» из этой церкви (15 век, новгородская школа), с 1960 года находится в собрании Эрмитажа, Инв. ЭРИ-477.
В 1990 году началась реставрация всех зданий храмового комплекса, которая продолжается уже почти тридцать лет.
Селянин Ю. М. Шульман в своей книге «История посада Нёноксы» раскрыл множество ранее неизвестных страниц Нёноксы и этого северного края в целом. Изучить неизвестные страницы Русского Севера помогает также недавно основанный в посёлке краеведческий музей.
Из иконостаса Троицкой церкви происходит икона «Иоанн Богослов в молчании» работы Нектария Кулюксина, ныне находящаяся в собрании Государственного Эрмитажа.

## Галерея

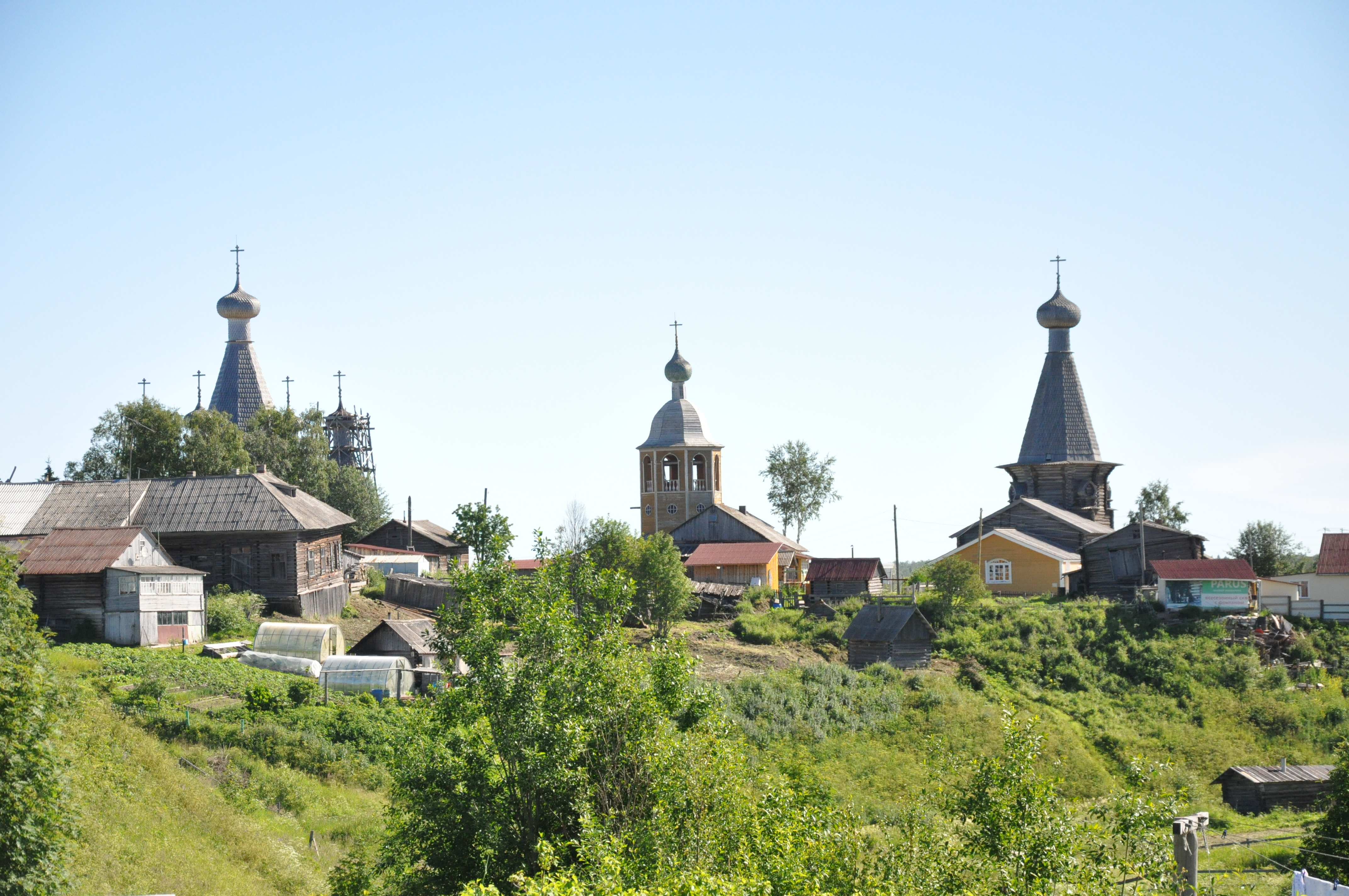
Храмовый комплекс XVIII-XIX вв.
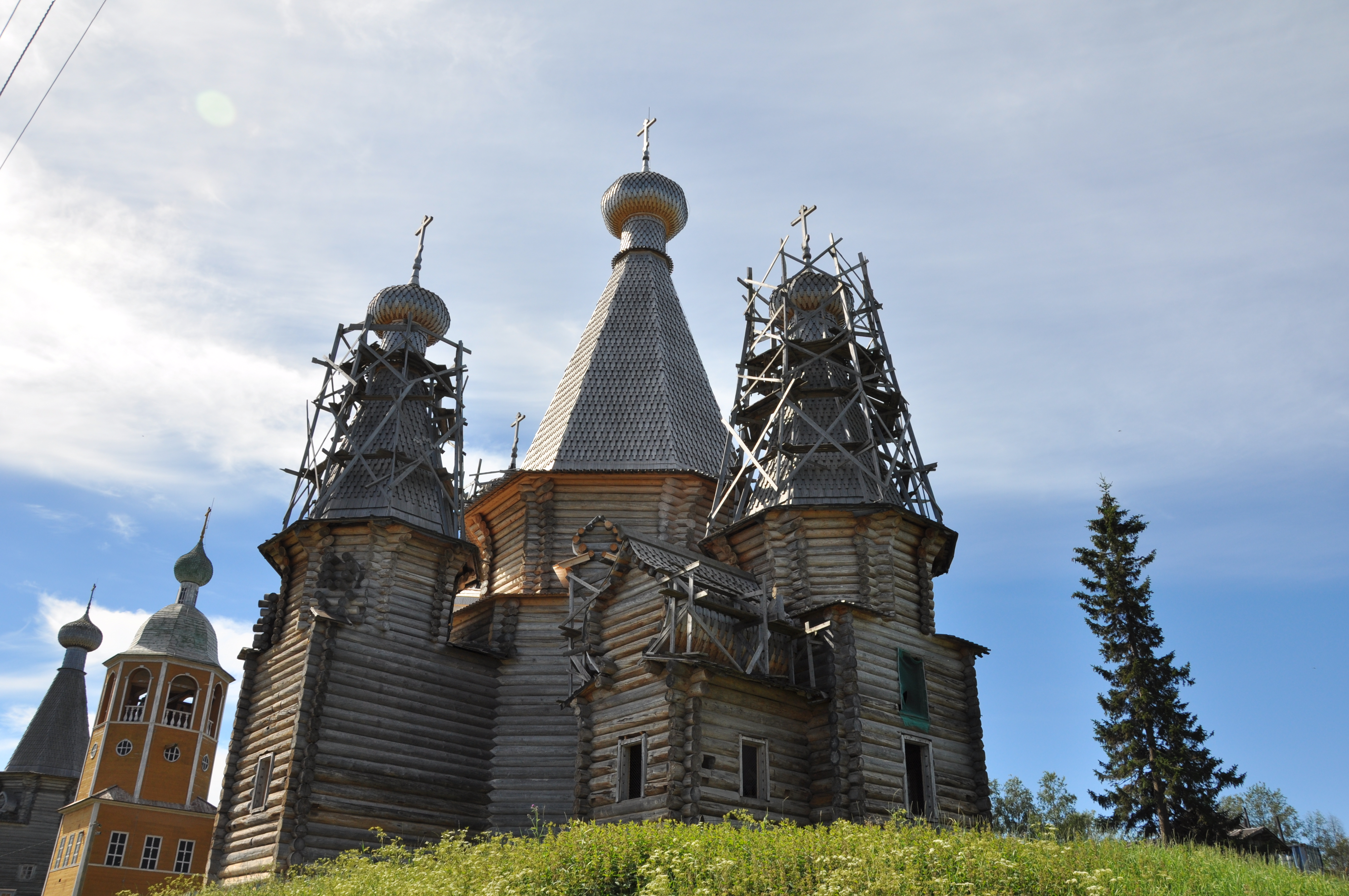
Троицкая церковь (1724)
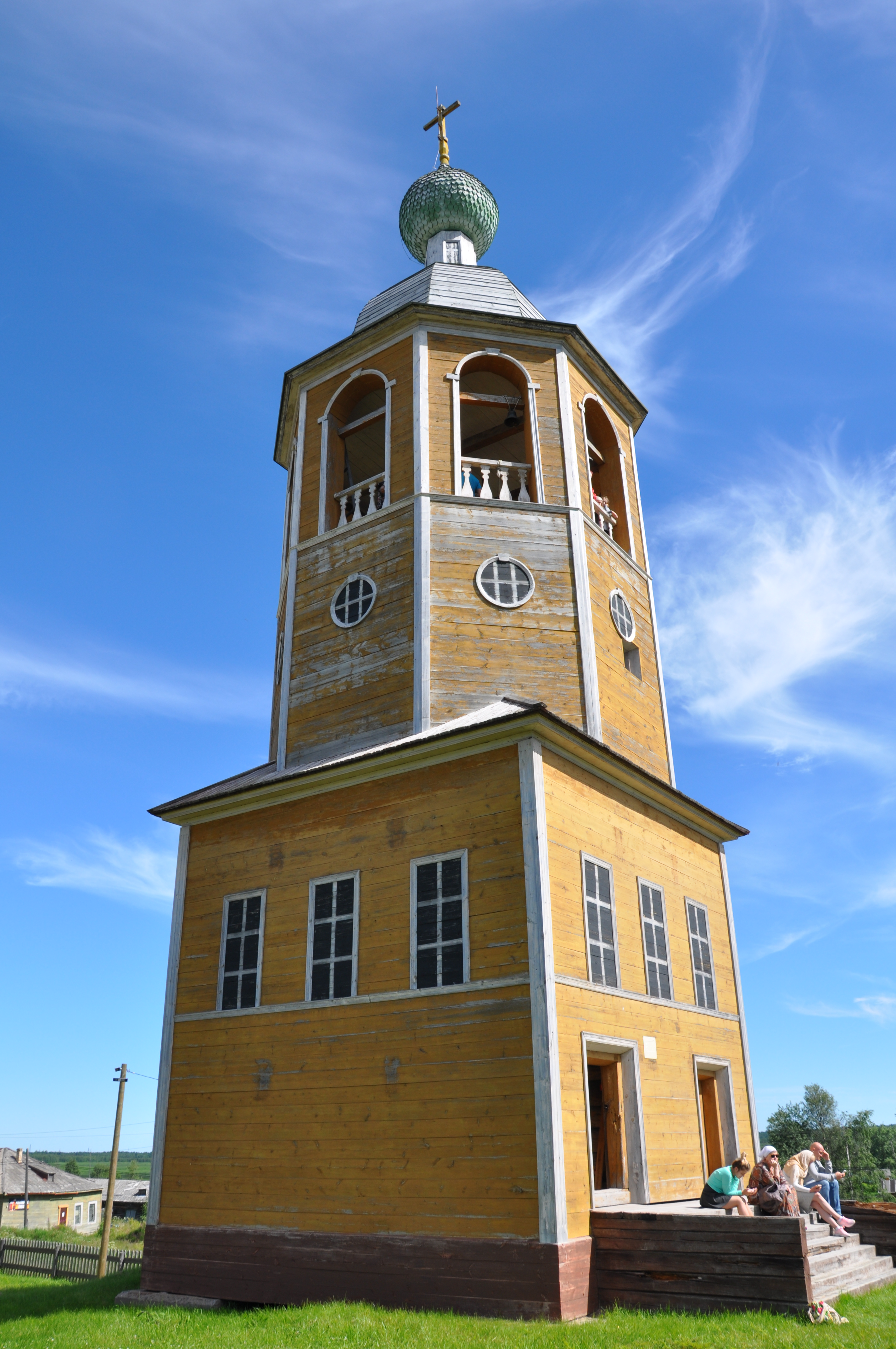
Колокольня (1834)
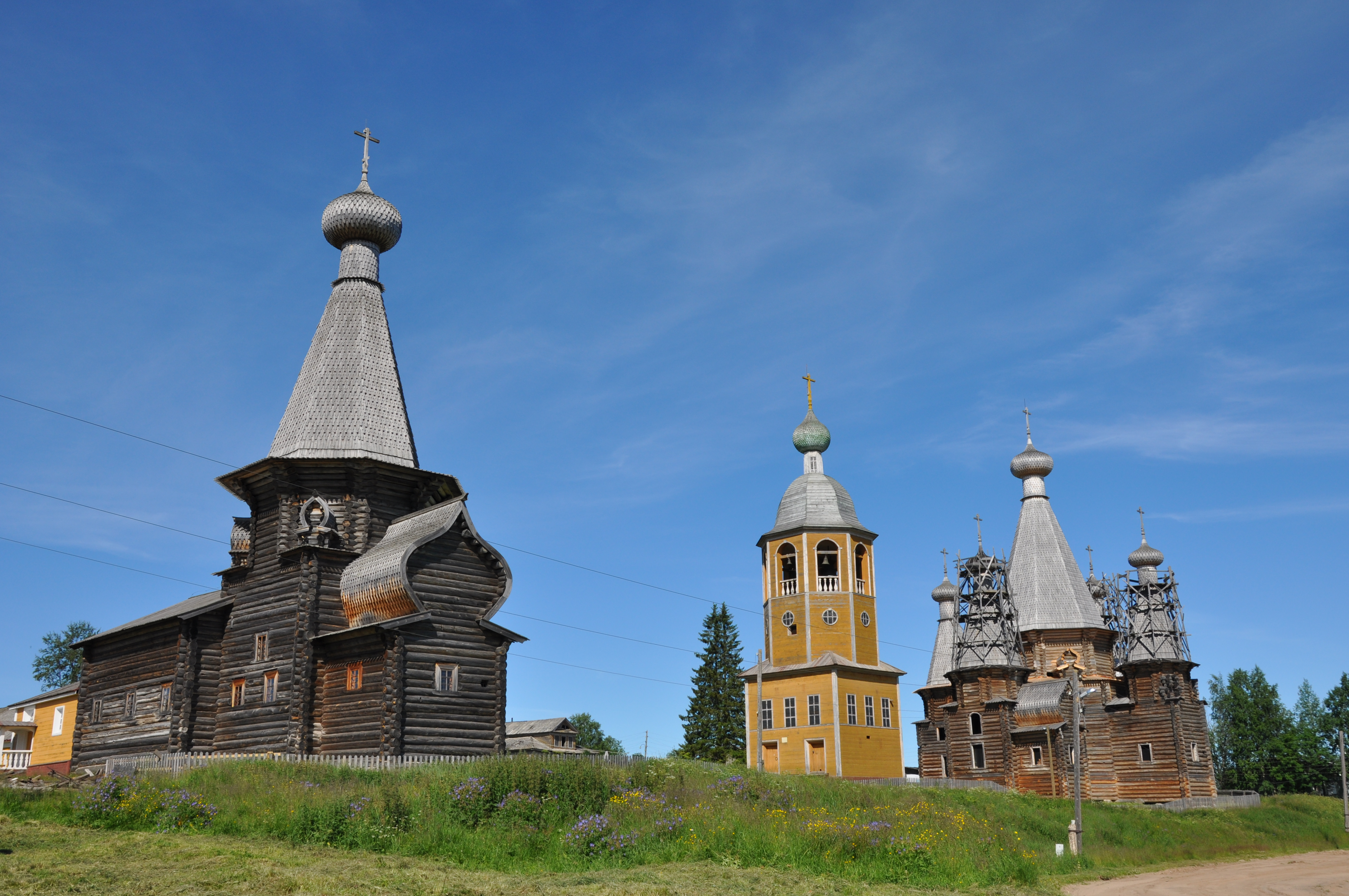
Храмовый комплекс
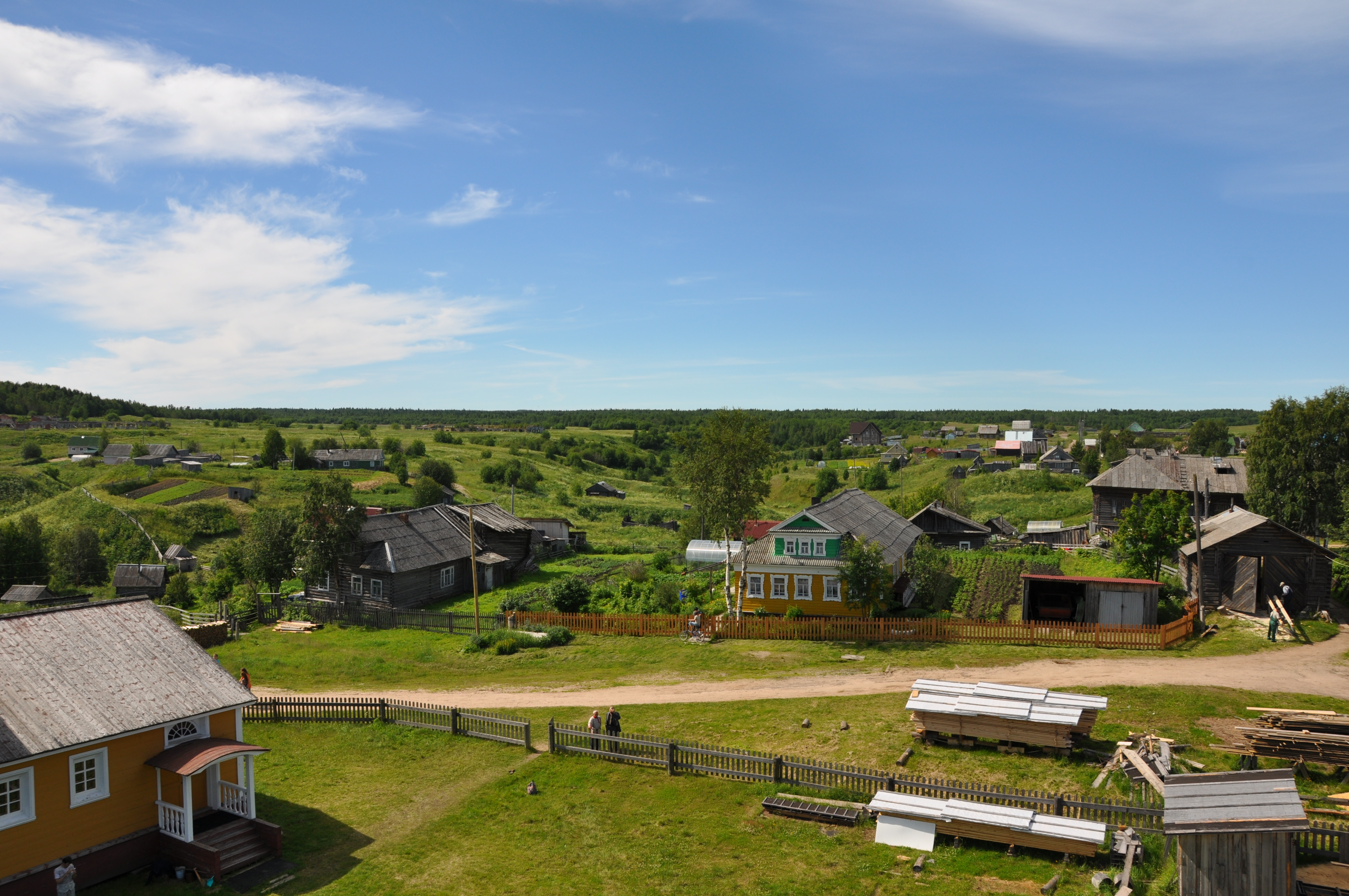
Вид на Нёноксу с колокольни
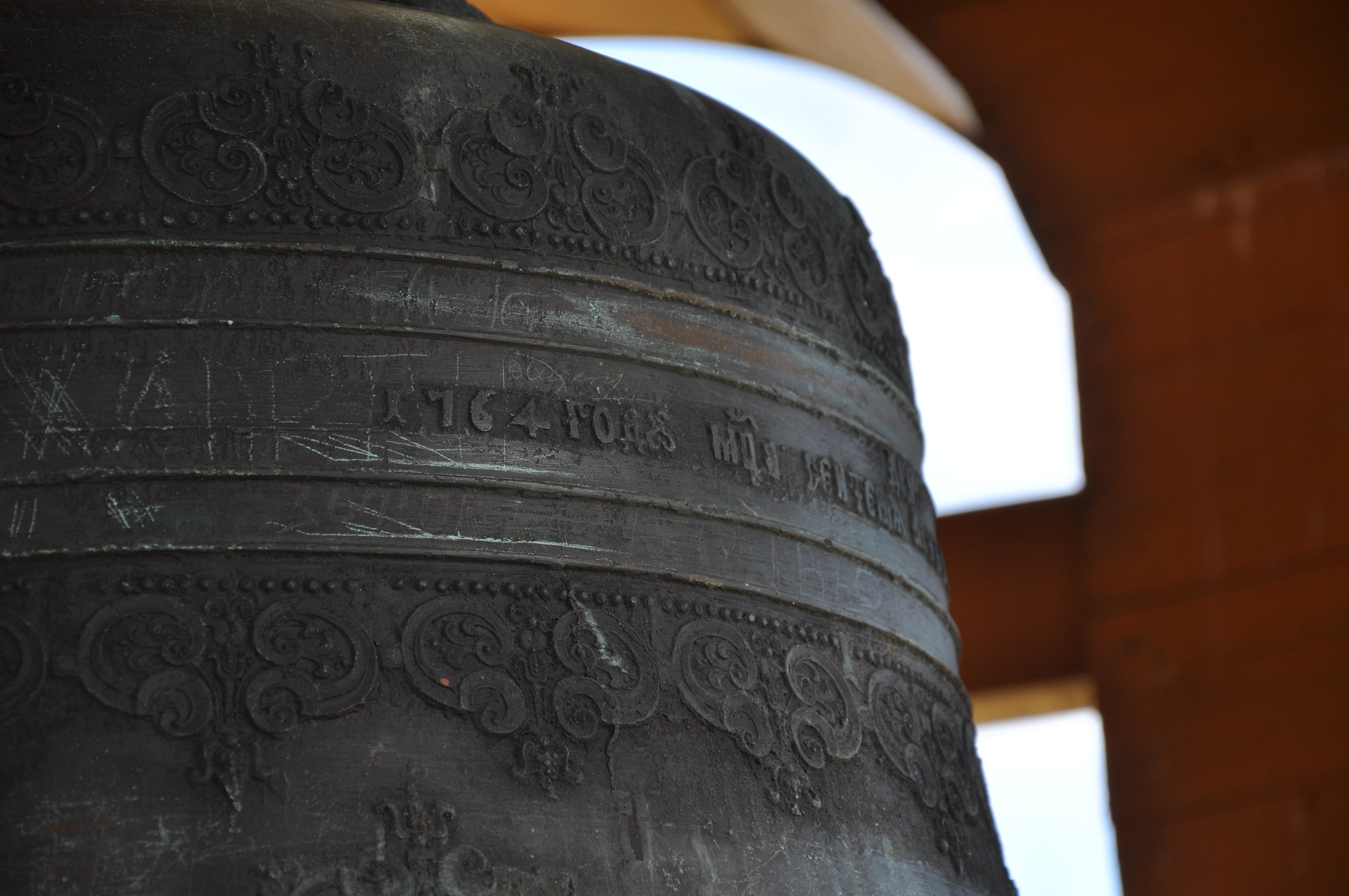
Колокол
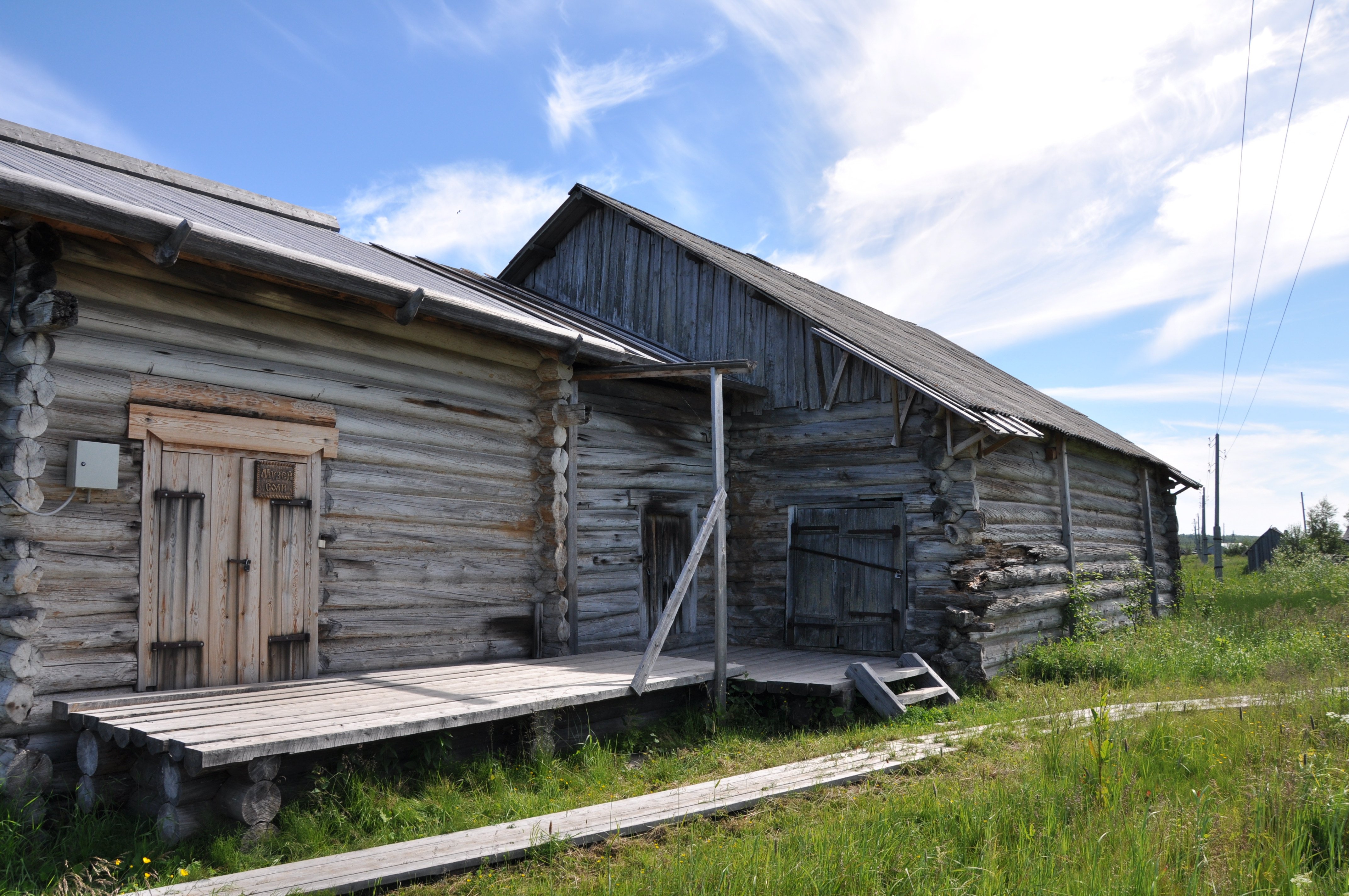
Музей соли (соляной амбар)
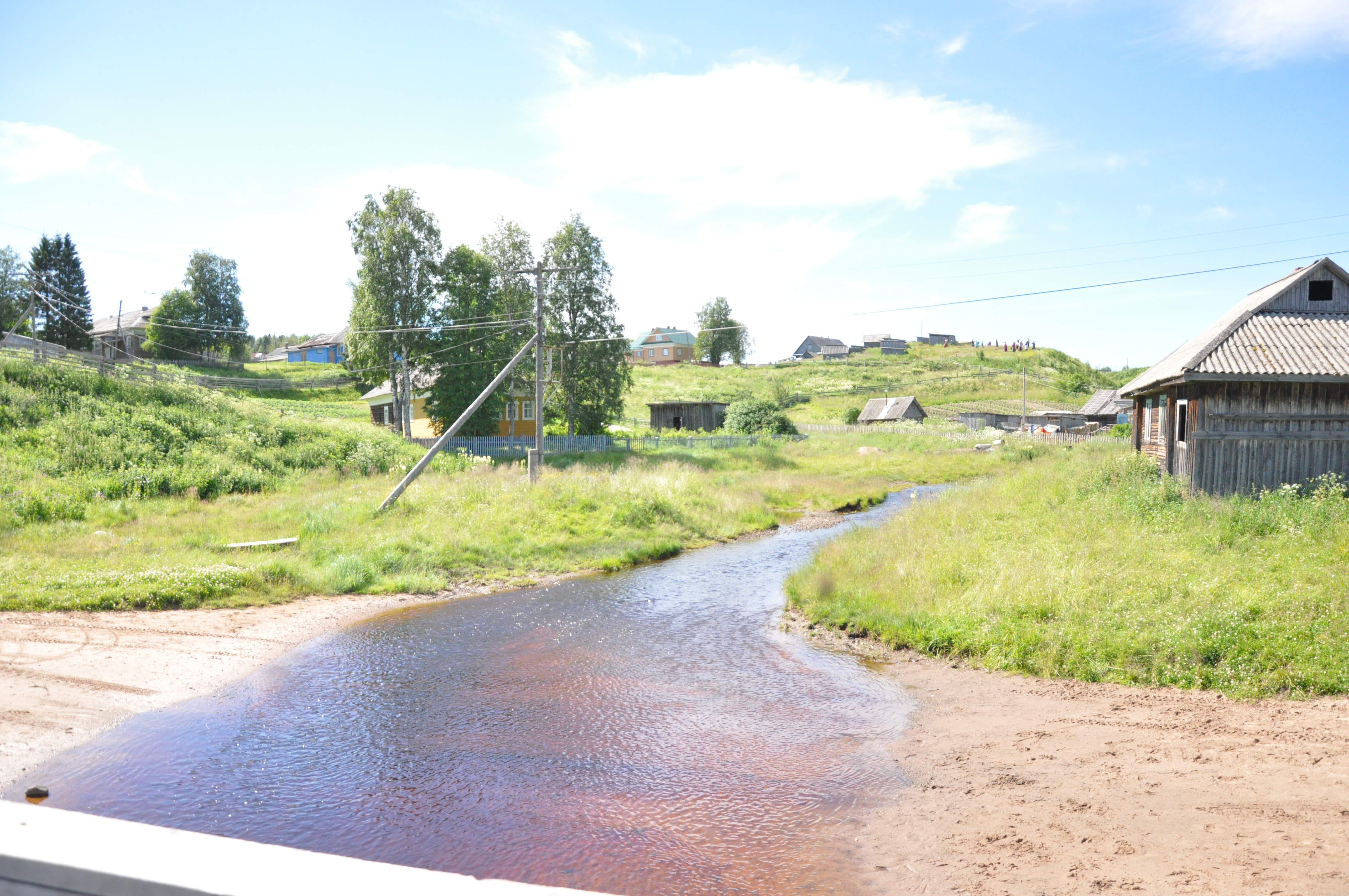
Река Нёнокса
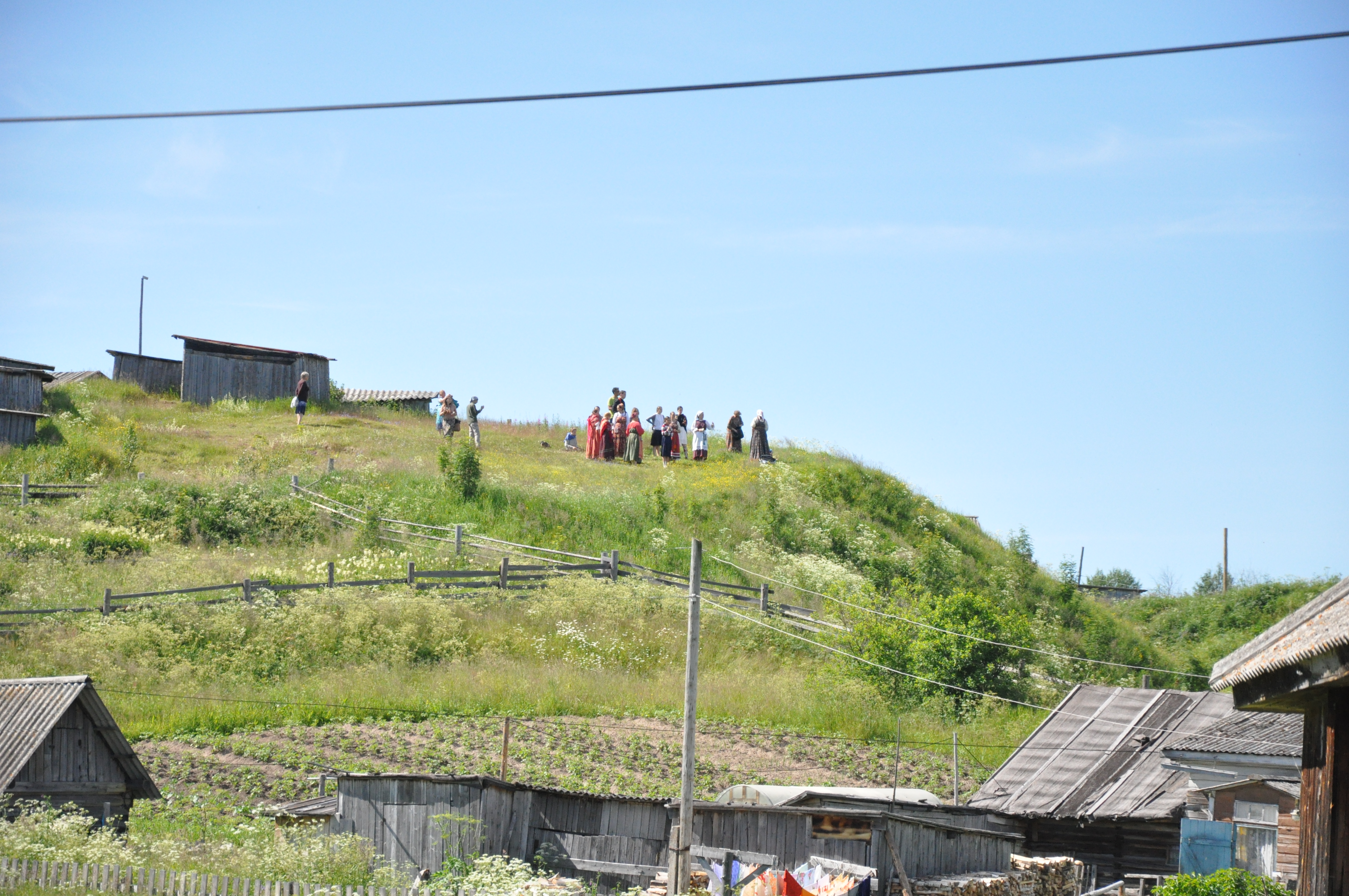
Хоровод на Усолье
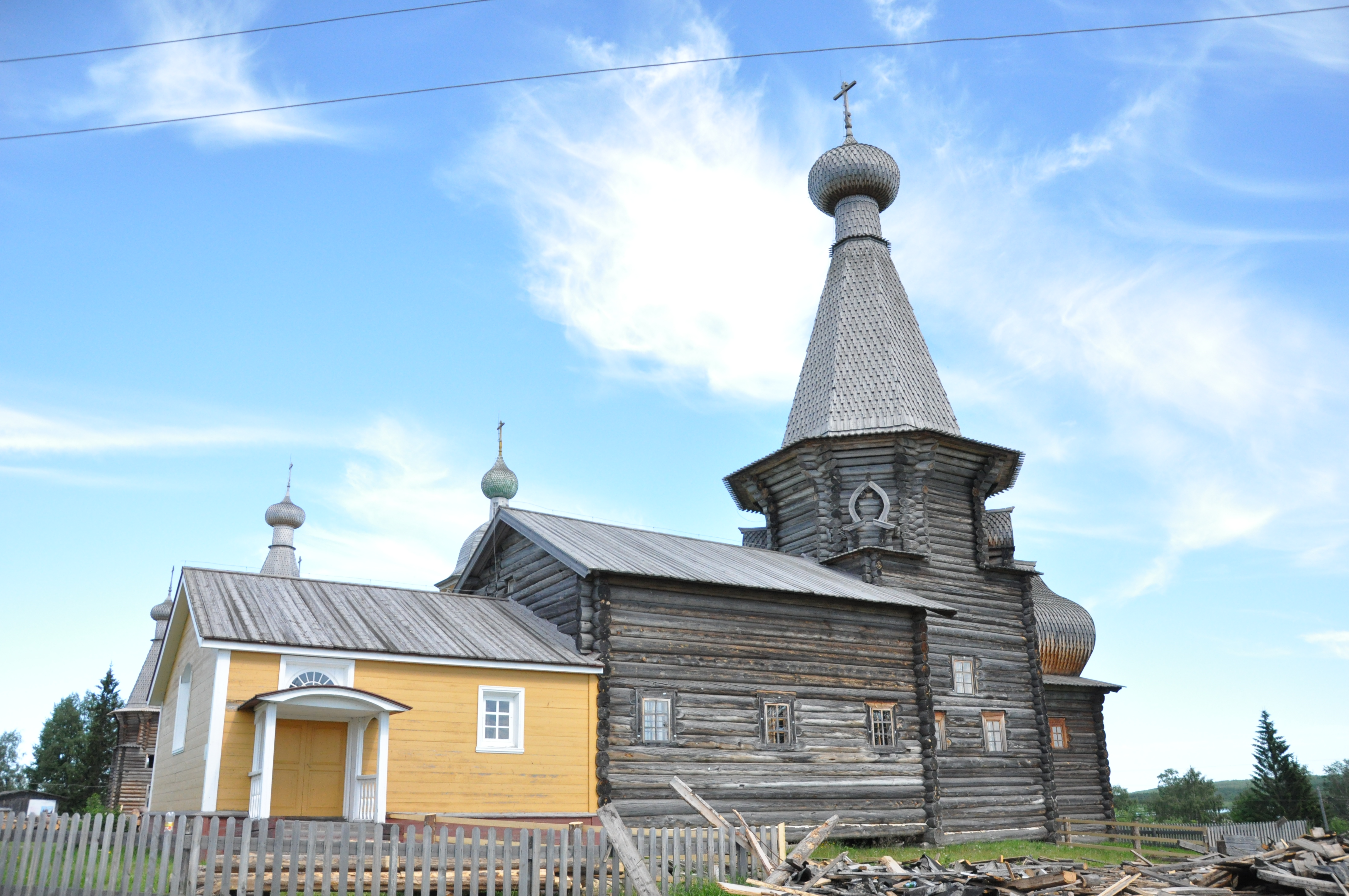
Никольская церковь (1763)

## Люди, связанные с селом
- Монах Трифон (в миру — Терентий Григорьевич Кологривов) — зодчий исполинской крепости Соловецкого монастыря в конце XVI века[20].
- Бейтнер, Владимир Флорианович (1832—1908) — герой Крымской войны, писатель-мемуарист, исследователь[21].
- Фигнер, Вера Николаевна (ссылка в 1904—1905 годы) — революционерка, террористка, член Исполнительного комитета Народной воли.